# Barmak Akram
Barmak Akram (* 1966 in Kabul) ist ein afghanischer Filmschaffender. Barmak Akram studierte Bildende Kunst in Paris. Er schrieb das Drehbuch, führte Regie und komponierte die Musik zu Kabuli Kid, einem der erfolgreichsten afghanischen Filme des vergangenen Jahrzehnts.

## Filmografie (Auswahl)
- 2005 Zapping international
- 2008 Kabuli Kid / Kabuli Kid – Eine Geschichte aus Afghanistan, gezeigt auf den Internationalen Filmfestspielen von Venedig
- 2009 Toutes Les Teles Du Monde
- 2012 Ka Ka Ko
- 2013 Wajma – An Afghan Love Story/Wajma – Eine afghanische Liebesgeschichte, gezeigt auf dem Sundance Film Festival